# Conoplea mangenotii
Conoplea mangenotii är en svampart som beskrevs av Reisinger 1967. Conoplea mangenotii ingår i släktet Conoplea och familjen Sarcosomataceae.   Inga underarter finns listade i Catalogue of Life.